# اندیس دو گنبدان
دو گنبدان یک اندیس غیرفلزی است که در حوالی شهر گچساران استان کهگیلویه و بویراحمد قرار دارد و مادهٔ معدنی موجود در آن، سلستین است.سنگ میزبان این اندیس ژیپس و مارن (سازند گچساران) است و دیرینگی آن به دوران نئوژن می‌رسد. 